# Pandemie covidu-19 ve státě New York
Pandemie covidu-19 ve státě New York byla součástí celosvětové pandemie virového onemocnění covid-19. 

## Průběh pandemie ve státě
První případ covidu-19 ve státě New York byl potvrzen 1. března 2020. Od toho dne se nemoc ve státě velmi rychle rozšířila. Do 3. dubna bylo ve státě potvrzeno již 113 704 případů. Do 7. dubna na tuto nemoc zemřelo 4 758 lidí. 
Stát New York měl k 5. dubnu nejvyšší počet potvrzených případů ze všech unijních států v USA, s pětinásobkem případů vykazovaných sousedním státem New Jersey, který měl druhý nejvyšší počet nakažených v USA. Na stát New York připadala k tomu dni jedna čtvrtina všech známých případů ve Spojených státech, přičemž bylo přes 55 % nakažených v tomto státě právě ve městě New York.
Hodnoty těchto srovnání se ke dni 13. dubna téměř nezměnily, podíl města New York na počtu nakažených ve stejnojmenném unijním státě činil stále 54,8 %. Relativně se však již snižoval ukazatel procentuálního přírůstku nakažení za jeden den. Zatímco 19. března přibylo dokonce 74,31 % případů, bylo to 13. dubna již jen 3,36 %. Tím se snížilo nebezpečí rychlého zdvojnásobení počtu infikovaných, což je rovněž mezinárodně užívaný ukazatel. Unijní stát New York vykazoval k tomu dni ovšem 195 031 osob nakažených nemocí covid-19 (včetně zemřelých a již uzdravených), což bylo více než v jakémkoliv samostatném státě celého světa. Ve státě zemřelo na nemoc covid-19 do 13. dubna 2020 celkem 10 056 osob, bylo však ještě 18 825 těžce nemocných. Úspěchem bylo, že 23 887 lidí tuto nemoc již překonalo a zotavilo se.

## Opatření

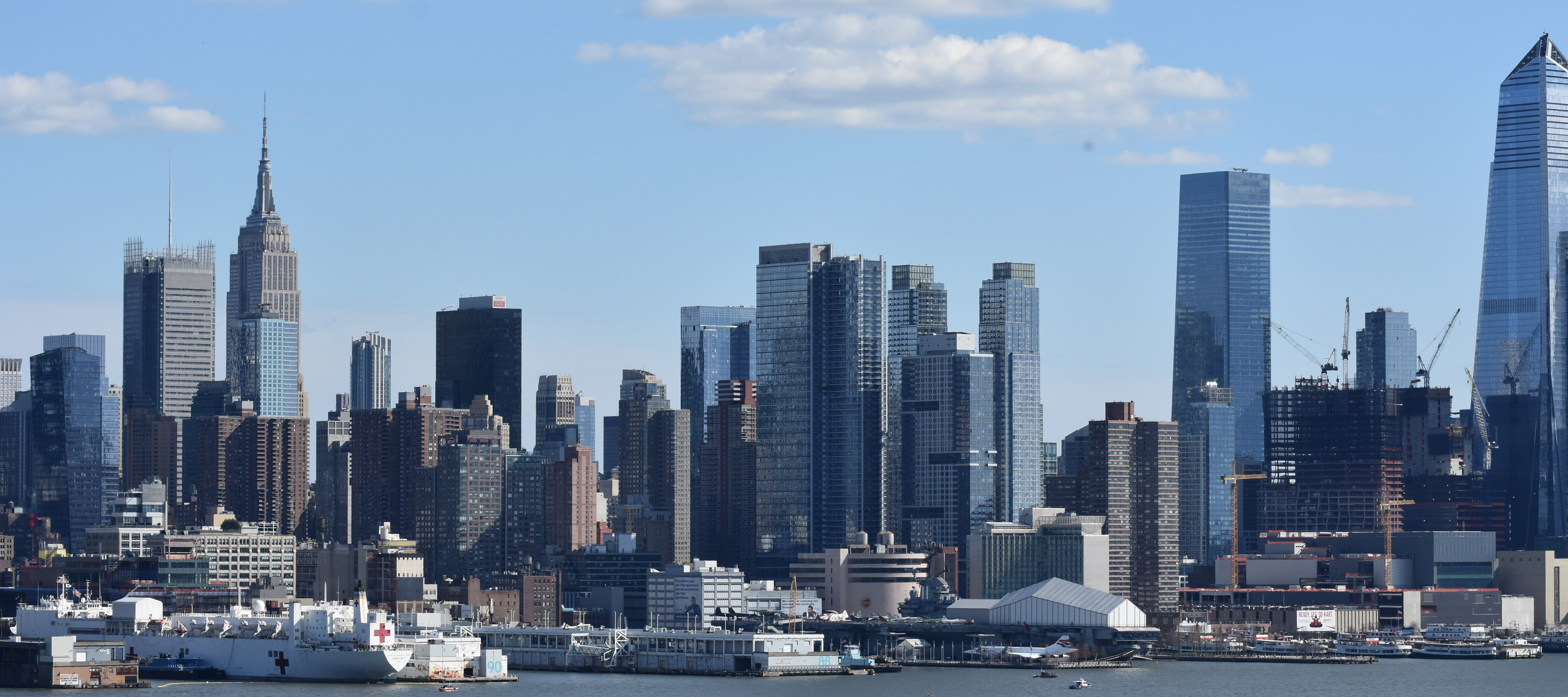
Nemocniční loď USNS Comfort zakotvená v přístavu. New York, 1. dubna 2020.

Ve státě New York byla zavedena přísná karanténa a urychleně byly vytvářeny personální a medicinsko-technické předpoklady pro přijímání velkého počtu nakažených lidí v nemocnicích a jejich léčbu.
18. března 2020 začalo námořnictvo USA na rozkaz prezidenta Donalda Trumpa připravovat dvě ze svých velkých nemocničních lodí pro nasazení v ohniscích nákazy covidu-19. 27. března zakotvila v Los Angeles loď USNS Mercy s 1000 nemocničních lůžek, vyslaná z námořní základny v San Diegu. 30. března doplula do přístavu těžce postiženého města New York stejně vybudovaná a vybavená loď USNS Comfort. Obě lodě mají za úkol převzít z nemocnic na pevnině vážně nemocné pacienty, kteří nejsou nakaženi nemocí covid-19, čímž uleví záchranným kapacitám v blízkých městech a unijních státech.

## Statistika
| Datum           | Zbytek státu | New York City | Celostátně | Procentuální změna |
| --------------- | ------------ | ------------- | ---------- | ------------------ |
| 7. března 2020  | 65           | 11            | 76         | —                  |
| 8. března 2020  | 93           | 12            | 105        | 38,16 %            |
| 9. března 2020  | 123          | 19            | 142        | 35,24 %            |
| 10. března 2020 | 137          | 36            | 173        | 21,83 %            |
| 11. března 2020 | 164          | 52            | 216        | 24,86 %            |
| 12. března 2020 | 230          | 95            | 325        | 50,46 %            |
| 13. března 2020 | 267          | 154           | 421        | 29,54 %            |
| 14. března 2020 | 344          | 269           | 613        | 45,61 %            |
| 15. března 2020 | 400          | 329           | 729        | 18,92 %            |
| 16. března 2020 | 487          | 463           | 950        | 30,32 %            |
| 17. března 2020 | 730          | 644           | 1 374      | 44,63 %            |
| 18. března 2020 | 1 043        | 1 339         | 2 382      | 73,36 %            |
| 19. března 2020 | 1 683        | 2 469         | 4 152      | 74,31 %            |
| 20. března 2020 | 2 694        | 4 408         | 7 102      | 71,05 %            |
| 21. března 2020 | 4 145        | 6 211         | 10 356     | 45,82 %            |
| 22. března 2020 | 6 123        | 9 045         | 15 168     | 46,47 %            |
| 23. března 2020 | 8 570        | 12 305        | 20 875     | 37,63 %            |
| 24. března 2020 | 10 761       | 14 904        | 25 665     | 22,95 %            |
| 25. března 2020 | 12 955       | 17 856        | 30 811     | 20,05 %            |
| 26. března 2020 | 15 865       | 21 393        | 37 258     | 20,92 %            |
| 27. března 2020 | 19 237       | 25 398        | 44 635     | 19,80 %            |
| 28. března 2020 | 22 552       | 29 766        | 52 318     | 17,21 %            |
| 29. března 2020 | 25 745       | 33 768        | 59 513     | 13,75 %            |
| 30. března 2020 | 29 044       | 37 453        | 66 497     | 11,74 %            |
| 31. března 2020 | 32 656       | 43 139        | 75 795     | 13,98 %            |
| 1. dubna 2020   | 36 273       | 47 439        | 83 712     | 10,44 %            |
| 2. dubna 2020   | 40 572       | 51 809        | 92 381     | 10,36 %            |
| 3. dubna 2020   | 45 704       | 57 159        | 102 863    | 11,35 %            |
| 4. dubna 2020   | 50 398       | 63 306        | 113 704    | 10,54 %            |
| 5. dubna 2020   | 54 480       | 67 551        | 122 031    | 7,32 %             |
| 6. dubna 2020   | 58 508       | 72 181        | 130 689    | 7,09 %             |
| 7. dubna 2020   | 61 987       | 76 876        | 138 836    | 6,23 %             |
| 8. dubna 2020   | 67 531       | 81 803        | 149 316    | 7,55 %             |
| 9. duben 2020   | 72 909       | 87 028        | 159 937    | 7,11 %             |
| 10. duben 2020  | 78 128       | 92 384        | 170 512    | 6,61 %             |
| 11. duben 2020  | 82 150       | 98 308        | 180 458    | 5,83 %             |
| 12. duben 2020  | 85 486       | 103 208       | 188 694    | 4,55 %             |
| 13. duben 2020  | 88 168       | 106 863       | 195 031    | 3,36 %             |
| 14. duben 2020  | 91 783       | 110 425       | 202 208    | 3,68 %             |
| 15. duben 2020  | 95 477       | 118 302       | 213 779    | 5,72 %             |
| 16. duben 2020  | 99 138       | 123 146       | 222 284    | 3,98 %             |

## Galerie

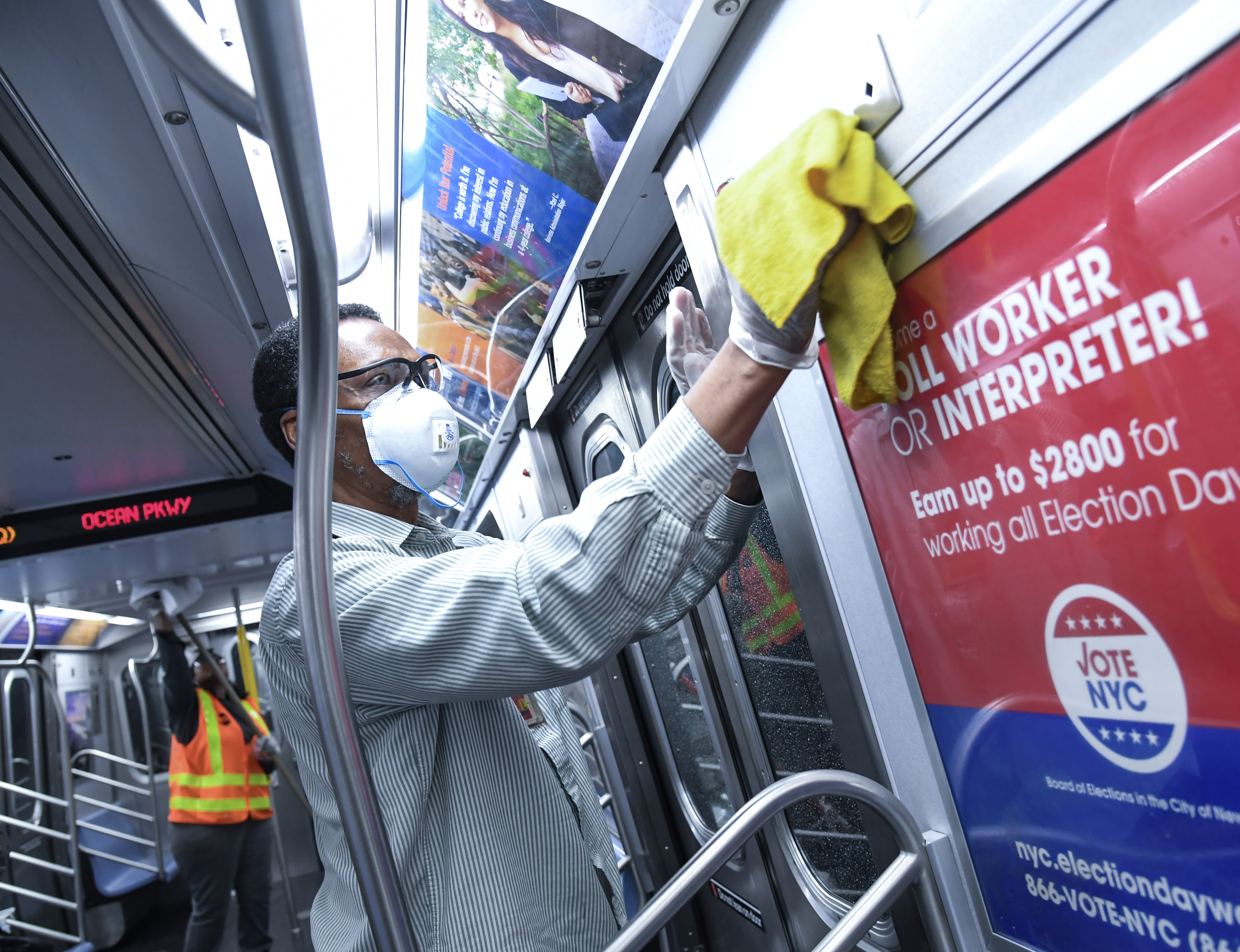
Personál metra ve městě New York dezinfikuje vagony, 3. března 2020
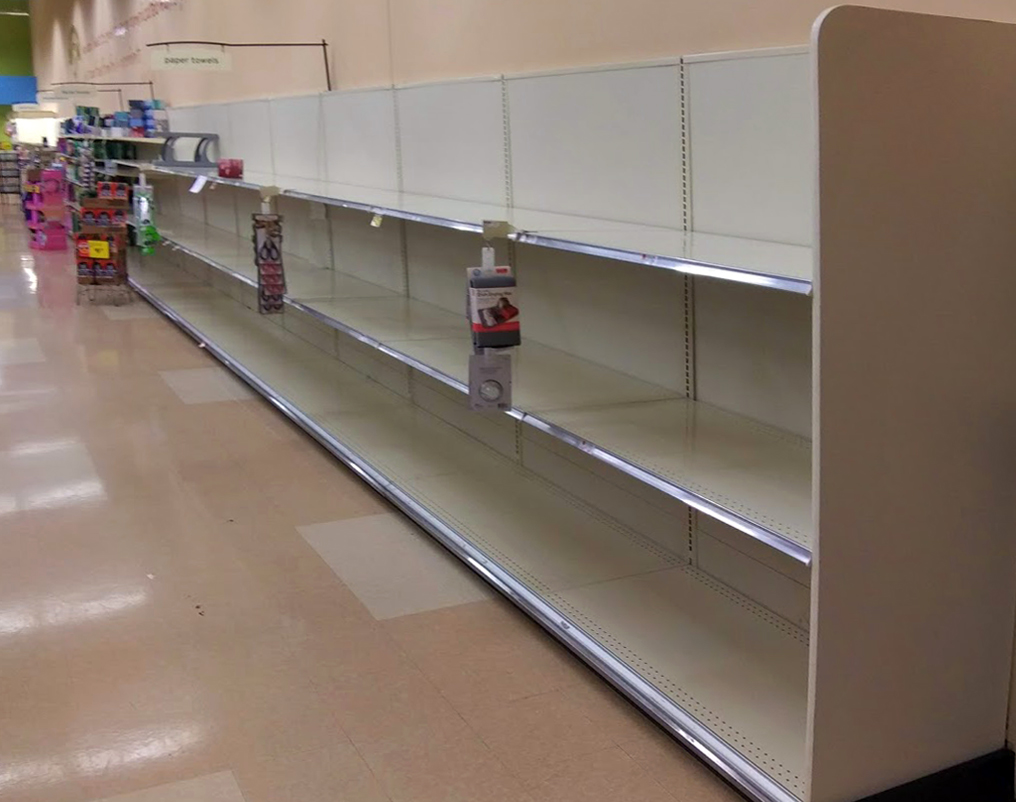
Prázdný regál pro toaletní papír v supermarktu v New Yorku, 13. března 2020
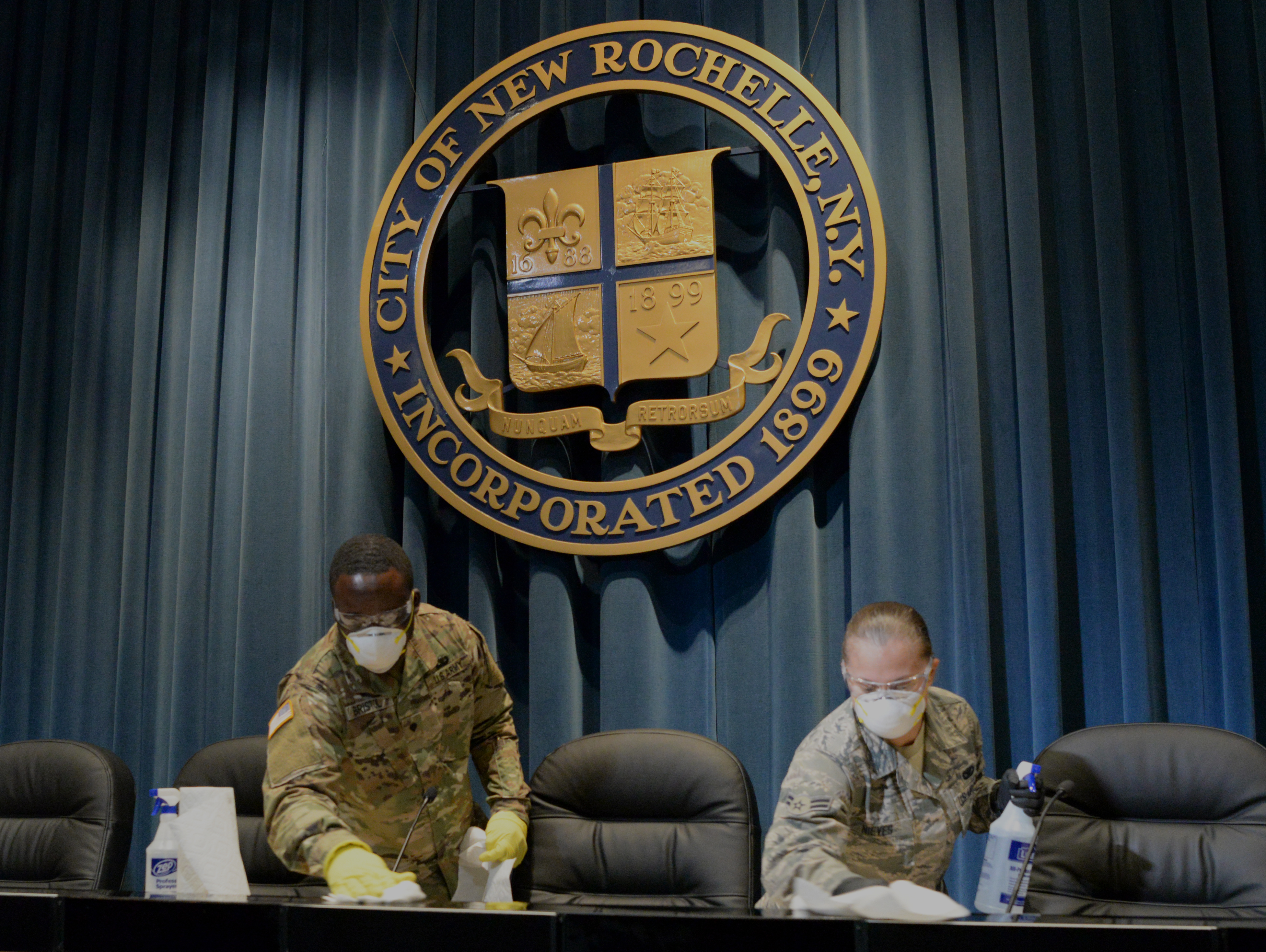
Národní garda čistí radnici (City Hall) v nejvíce postižené čtvrti New Rochelle v New Yorku, 14. března 2020
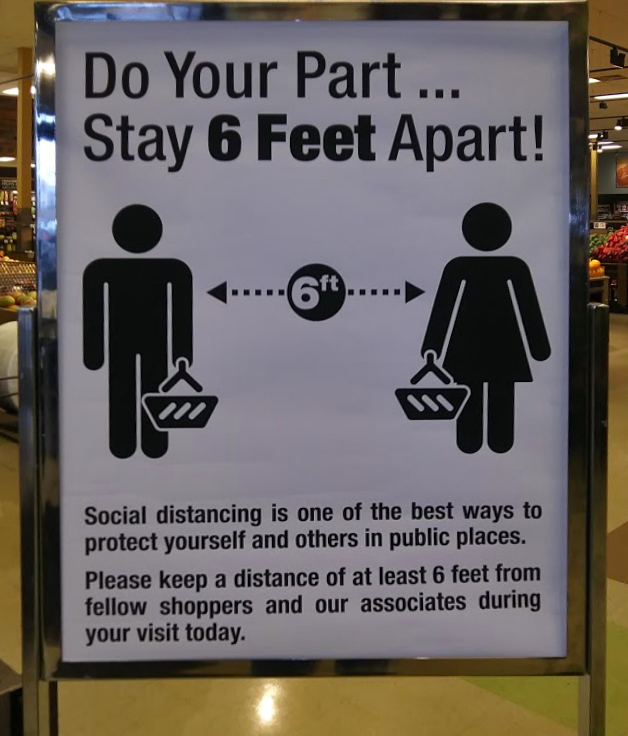
Tabule upomínající návštěvníky supermarketu v obci Montgomery, aby dodržovali sociální odstup (social distance), tj. vzdálenost k jiné osobě 6 stop (183 cm). Fotografie ze dne 29. března 2020.
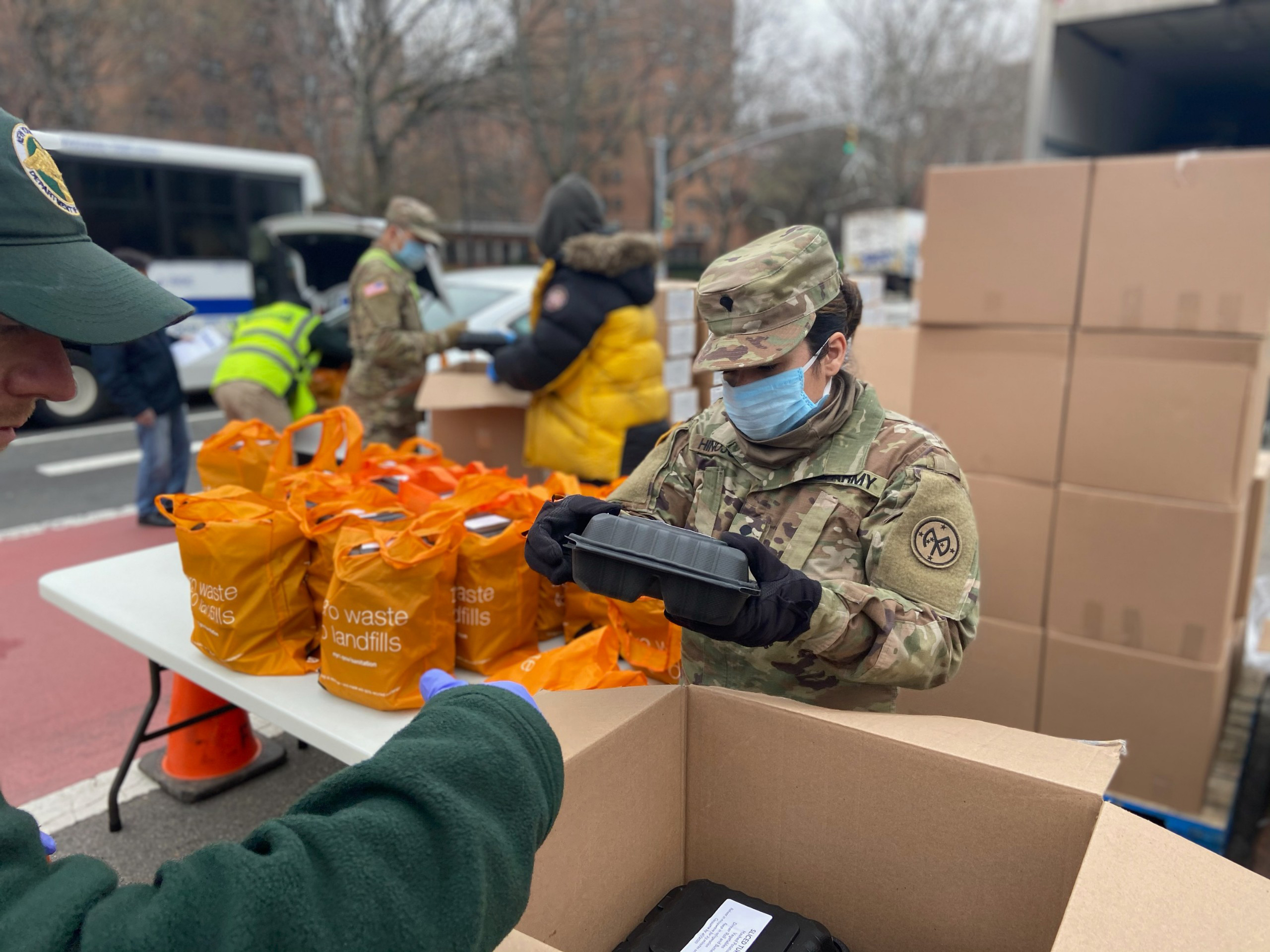
Thalio Hinajosa, jeden z 2 700 příslušníků Národní gardy, kteří pomáhají při zvládání pandemie nemoci covid-19 ve státě New York. Fotografie ze dne 29. března 2020.
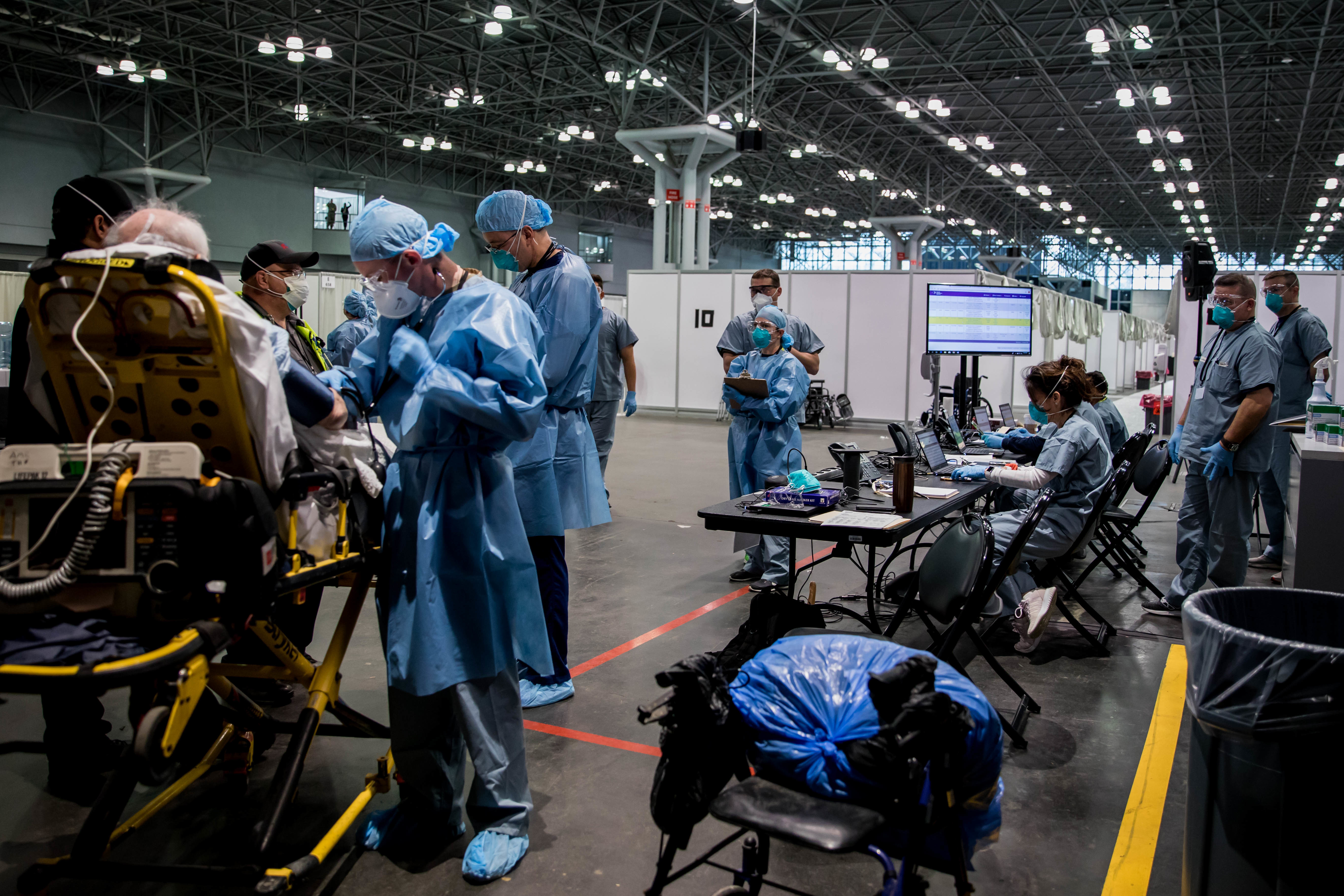
Příslušník americké armády měří krevní tlak pacienta bez příznaků nemoci covid-19 v Javits New York Medical Station. Jde o to, aby bylo ulehčeno nemocnicím pro infikované osoby. Datum: 31. března 2020.